# مراحل ایزوتوپ دریایی

تاریخ ۵ میلیون ساله، برگرفته از Lisiecki and Raymo (2005) LR04 Benthic Stack

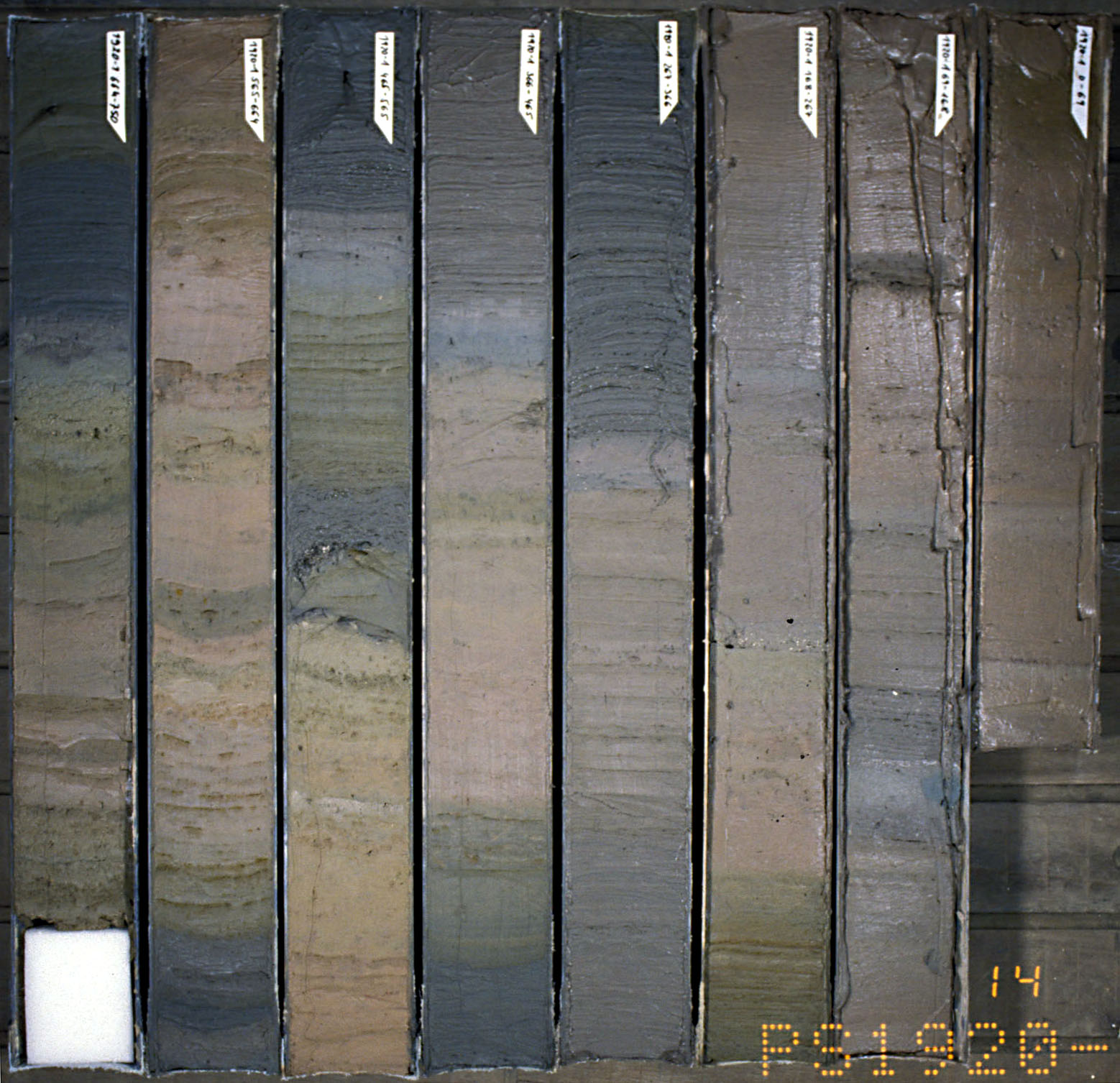
بخش‌هایی از هسته‌های رسوبی از گرینلند

مراحل ایزوتوپ دریایی (به انگلیسی: Marine isotope stages)، مراحل ایزوتوپ اکسیژن دریایی یا مراحل ایزوتوپ اکسیژن (OIS)، دوره‌های متناوب گرم و سرد در دیرین‌اقلیم زمین هستند که از داده‌های ایزوتوپ اکسیژن به دست آمده از نمونه‌های هسته اعماق دریا به دست می‌آیند. در مقایسه با زمان حال، که در مقیاس MIS 1 است، مراحل با اعداد زوج دارای سطوح بالای اکسیژن-۱۸ هستند و دوره‌های یخبندان سرد را نشان می‌دهند، در حالی که مراحل با اعداد فرد در شکل‌های اکسیژن-۱۸ پایین هستند، که نشان‌دهنده فواصل میان‌یخچالیگرم است. داده‌ها از گرده‌ها و روزن‌داران (پلانکتون) در هسته‌های رسوبی دریایی حفاری‌شده، ساپروپل‌ها و دیگر داده‌هایی که آب و هوای تاریخی را بازتاب می‌دهند، مشتق شده‌اند. به اینها پروکسی می‌گویند.